# Thomas Mann-Gesellschaft Düsseldorf
Die Thomas Mann-Gesellschaft Düsseldorf e. V. ist eine literarische Gesellschaft, die der Erforschung und der Verbreitung des Werks des deutschen Schriftstellers Thomas Mann dient. Ihre Gründung ist auf die Initiative eines Kreises junger Wissenschaftler an der Heinrich-Heine-Universität Düsseldorf zurückzuführen. Die Gesellschaft bietet ihren Mitgliedern und Gästen ein Programm aus Vorträgen und Lesungen zum Leben und Werk Thomas Manns.
Der Schriftsteller Thomas Mann ist insbesondere durch seine Erzählung Die Betrogene, die in den Jahren 1952 bis 1953 entstand und den letzten, trügerischen Frühling einer Düsseldorfer Witwe schildert, mit der Stadt Düsseldorf verbunden.

## Archiv
Ein Fundament für wissenschaftliches Arbeiten über Thomas Mann stellt die Thomas Mann-Sammlung „Dr. Hans Otto Mayer“ dar. Diese Sammlung wurde in den 1920er Jahren durch den Düsseldorfer Buchhändler und Historiker Dr. Dr. h. c. Hans-Otto Mayer (1903–1983) gegründet. Diese einzigartige Spezialbibliothek und Dokumentationsstätte konnte 1969 dank einer Spende des Düsseldorfer Bankiers Rudolf Groth durch die Gesellschaft von Freunden und Förderern der Universität Düsseldorf e. V. erworben und der Heinrich-Heine-Universität Düsseldorf gestiftet werden. Die Thomas Mann-Sammlung „Dr. Hans Otto Mayer“ umfasst heute mehr als 30.000 Dokumente und wird laufend ergänzt. Sie befindet sich im Sonderlesesaal der Universitäts- und Landesbibliothek Düsseldorf. Neben dem Thomas-Mann-Archiv in Zürich und dem Buddenbrookhaus in Lübeck ist sie die bedeutendste Forschungsstätte zu Thomas Mann und seiner Familie im deutschsprachigen Raum. Sie gilt als impulsgebend auf die Thomas Mann-Forschung.